# Сен-Лоран-Бланжи
Сен-Лоран-Бланжи (фр. Saint-Laurent-Blangy) — коммуна во Франции, регион О-де-Франс, департамент Па-де-Кале, округ Аррас, кантон Аррас-2. Пригород Арраса, расположен в 3 км к северо-востоку от центра города, в 5 км от автомагистрали А26 «Англия» и в 7 км от автомагистрали А1 «Нор», на левом берегу реки Скарп.
Население (2018) — 6575 человек.

## История
Жанна д'Арк после своего пленения в Компьене была заточена в шато Сен-Лоран-Бланжи.

## Достопримечательности
- Церковь Святого Лаврентия, разрушенная во время войн и восстановленная в 1982 году
- Шато Иммеркур
- Феодальный замок-мотт

## Экономика
Структура занятости населения:
- сельское хозяйство — 0,5 %
- промышленность — 12,9 %
- строительство — 14,5 %
- торговля, транспорт и сфера услуг — 48,7 %
- государственные и муниципальные службы — 23,5 %

Уровень безработицы (2017) — 14,7 % (Франция в целом — 13,4 %, департамент Па-де-Кале — 17,2 %). 

Среднегодовой доход на 1 человека, евро (2017) — 19 750 (Франция в целом — 21 110, департамент Па-де-Кале — 18 610).
В Сен-Лоран-Бланжи находится штаб-квартира сельскохозяйственного кооператива Advitam.

## Демография
Динамика численности населения, чел.

## Администрация
Пост мэра Сен-Лоран-Бланжи с 2014 года занимает Николя Дефашель (Nicolas Desfachelle). На муниципальных выборах 2020 года возглавляемый им список был единственным.
| Период | Период | Фамилия         | Партия                               | Примечания                                                    |
| ------ | ------ | --------------- | ------------------------------------ | ------------------------------------------------------------- |
| 1969   | 1982   | Рауль Тибо      | Разные левые                         | главный контролёр почтовой компании                           |
| 1982   | 1983   | Роже Гра        |                                      | директор школы                                                |
| 1983   | 2014   | Жан-Пьер Делёри | Социалистическая партия Разные левые | преподаватель колледжа, член Генерального совета департамента |
| 2014   |        | Николя Дефашель | Социалистическая партия Разные левые | глава администрации, член Генерального совета департамента    |

## Галерея

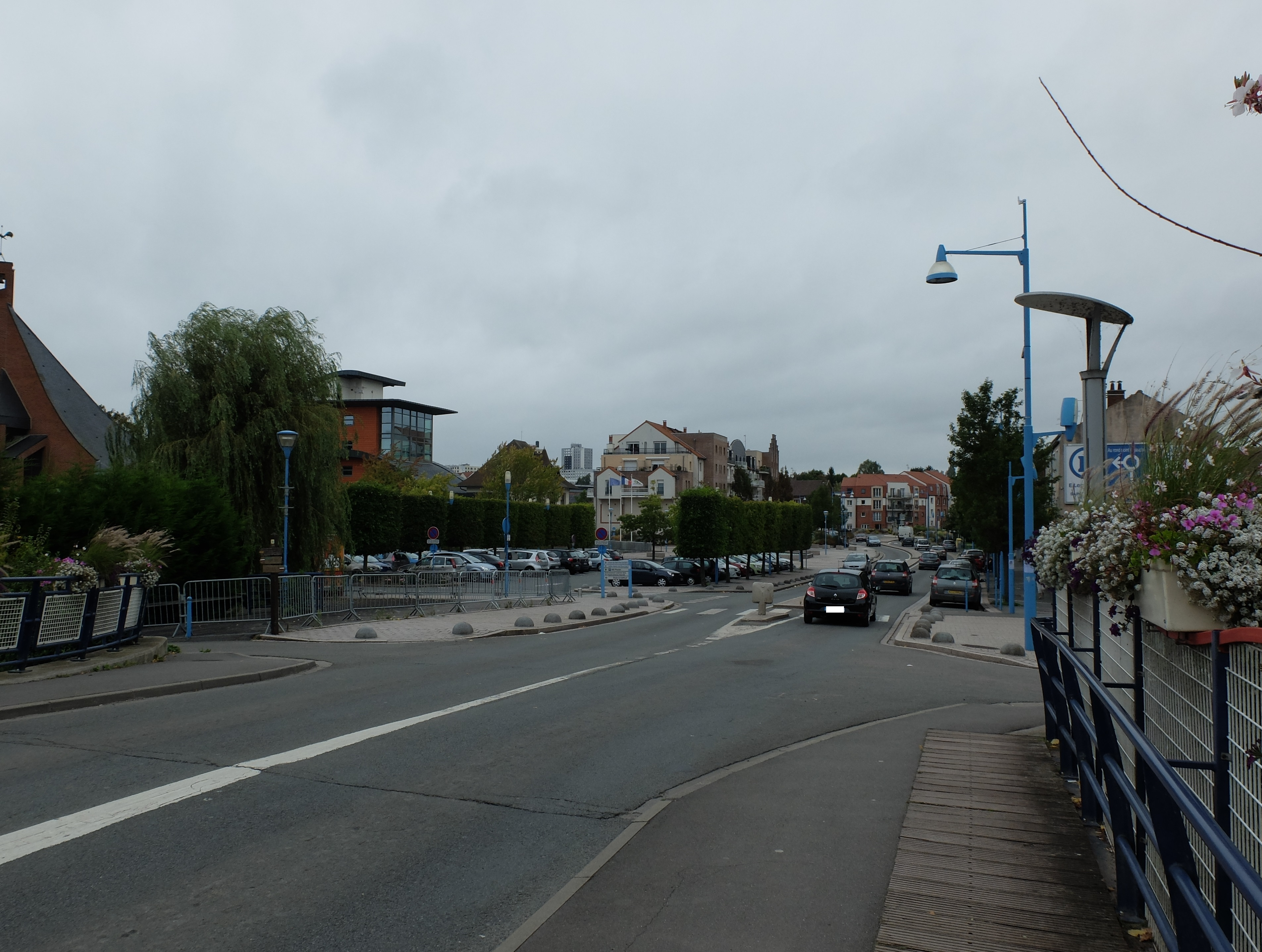
Улица в центре города
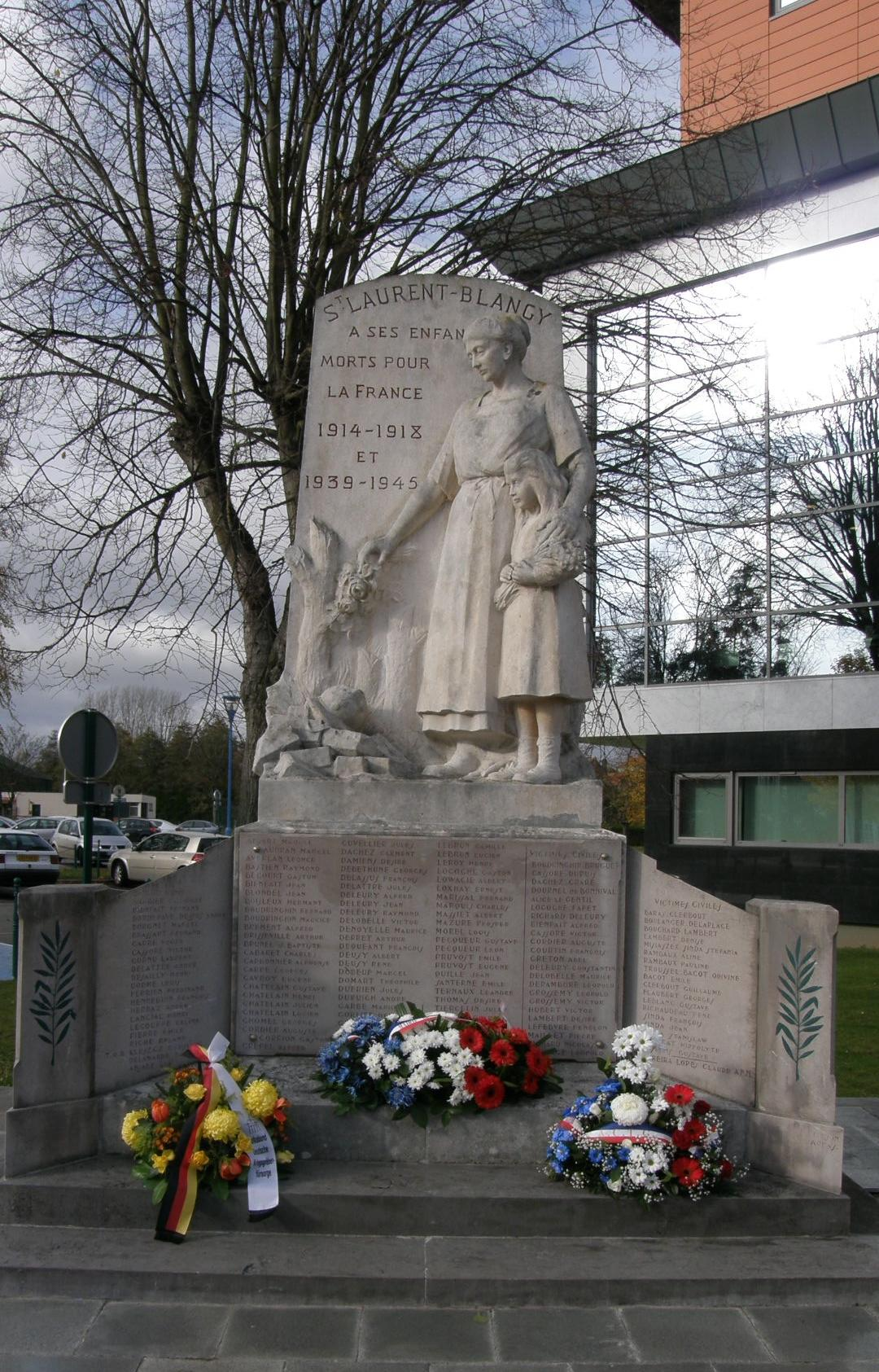
Памятник павшим в мировых войнах